# AVM GmbH
AVM je tvrtka koja se bavi proizvodnjom potrošačke elektronike. Osnovana je 1986. godine u Berlinu. Proizvodi komunikacijske, mrežne uređaje kao što su DSL, ISDN, bežičnie te VoIP proizvode.
Poznata je po popularnoj seriji usmjerivača FRITZ! Box.
Glavni konkurenti su Netgear, D-Link, TP-Link i Technicolor.
AVM je kratica za Audio Visuelles Marketing, pošto je tvrtka u početku bila aktivna u BTX-u, njemačkom teletekstu.